# GAZ M20 Poběda
GAZ-M-20 Poběda (rusky: Победа, česky Vítězství) byl sovětský automobil střední třídy, vyráběný v automobilce GAZ mezi lety 1946–1958. Vzniklo přibližně 236 000 vozů.

## Historie

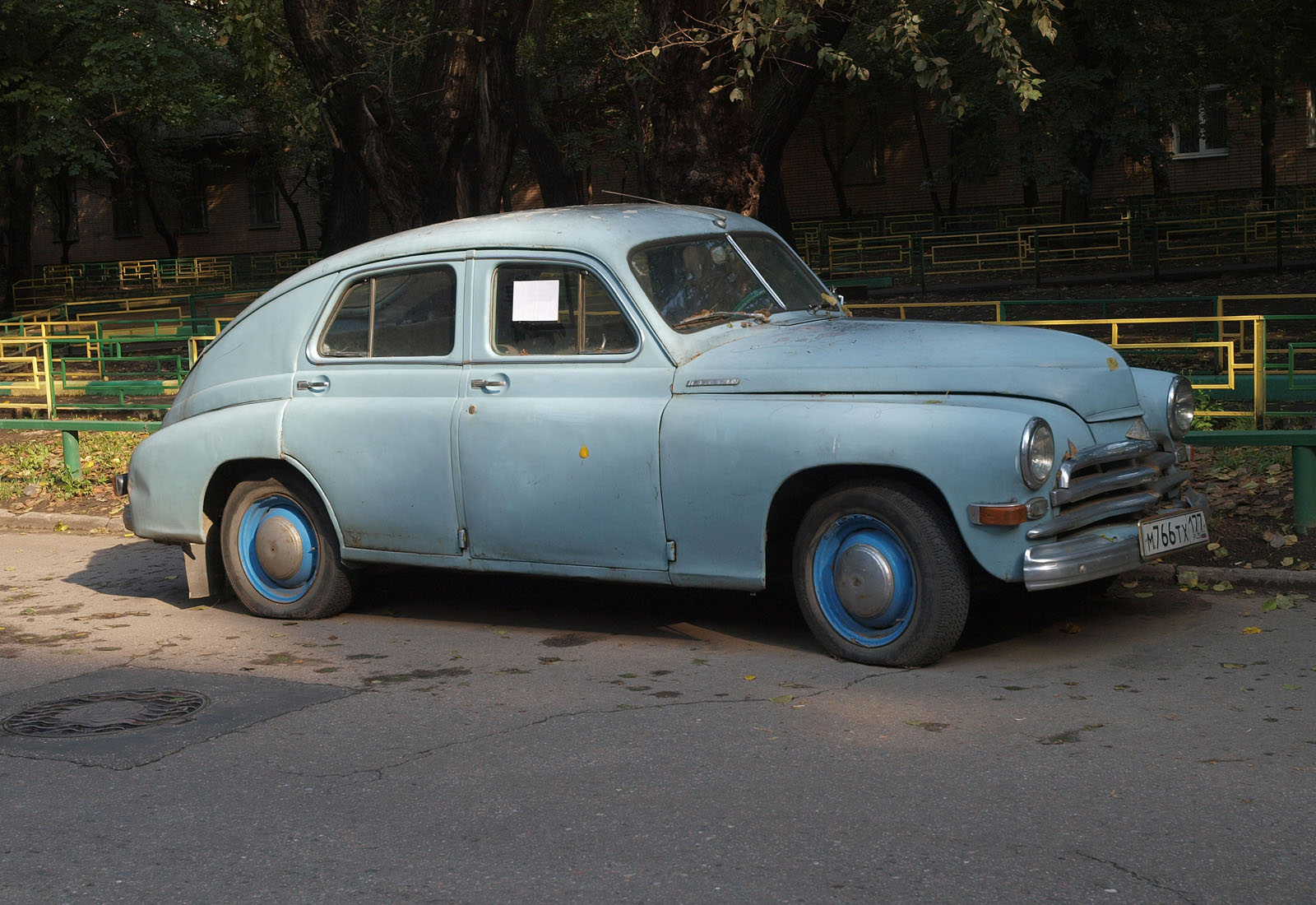
modernizovaná Poběda třetí série

Vývoj vozu začal v únoru 1943, vedoucím vývoje byl šéfkonstruktér automobilky GAZ Andrej Alexandrovič Lipgart. Vůz byl prvním sovětským automobilem se samonosnou karosérií, částečně ovlivněnou Opelem Kapitän představeným v prosinci 1938. První prototyp byl dokončen v listopadu 1944. V té době se začalo blížit vítězství v druhé světové válce, a tak byl automobil, který se stylisticky podobal Chevroletu Fleetline z konce roku 1941 pojmenován Poběda, rusky Vítězství. V červnu 1945 byl jeden prototyp představen nejvyšším sovětským představitelům, kteří dovolili výrobu jen úspornějšího čtyřválcového modelu M20, ale ne šestiválcového M25. Na konci srpna 1945 byla schválena sériová výroba vozu, která začala 21. června 1946.
Kvůli technickým problémům nového vozu, způsobených uspěchaným vývojem, byla výroba v říjnu 1948 přerušena. Na Pobědě byly provedeny konstrukční úpravy a vylepšení. Tato druhá série pak byla vyráběna od roku 1949. Téhož roku vznikla varianta polokabriolet, tedy vůz s pevnými rámy oken, ale bez třetího bočního sloupku a se stahovací plátěnou střechou. V roce 1950 byla zavedena modernizovaná převodovka se synchronizací 2. a 3. stupně. Řadicí páka byla přesunuta pod volant.
Roku 1955 byla zahájena výroba třetí série s továrním označením GAZ-M20V. Ta se lišila upraveným motorem s vyšším výkonem, modernizovanou brzdovou soustavou, novým volantem a upravenou přístrojovou deskou. Byla pozměněna maska vozu, která dostala tři silné vodorovné lišty a upravený nárazník. Tato varianta byla vyráběna až do konce výroby roku 1957.
Postupem doby Poběda vyzrála ve spolehlivý a odolný vůz. Celkem bylo vyrobeno 235 997 kusů, z toho 14 220 verze polokabriolet a 37 000 vozů, upravených pro taxislužbu.

### Výroba v zahraničí
Od listopadu 1951 byla Poběda montována v Polsku pod jménem Warszawa M20. Postupně modernizované vozy byly vyráběny ve varšavském závodě FSO až do roku 1973. Určité množství vozů bylo údajně smontováno v Pchjongjangu v Severní Koreji.

### GAZ-M72
V roce 1955 vznikl vůz s upravenou karosérií Pobědy a podvozkem i motorem z vojenského terénního automobilu GAZ 69. Vzniklý terénní vůz GAZ-M72 měl oproti klasické Pobědě pohon všech kol a zvětšenou světlou výšku. S motorem o výkonu 55 k dosahoval rychlosti 90 km/h. GAZ-M72 vznikl za podpory nejvyššího sovětského představitele Nikity Sergejeviče Chruščova a měl být určen především oblastním tajemníkům strany a předsedům kolchozů.
Mezi lety 1955–1958 vzniklo 4677 vozů.

## Technické údaje

### Karosérie
Poběda má čtyřdveřovou pětimístnou samonosnou karosérii typu sedan se zaoblenou zádí. Karosérie je svařena z ocelových profilů, krytých plechem. Karosérie polokabriolet má plátěnou stahovací střechu.

### Podvozek
Podvozek je klasické koncepce s motorem vpředu a pohonem zadních kol. Vpředu je dělená lichoběžníková náprava s příčnými rameny, odpruženými svislými vinutými pružinami. Vzadu je tuhá náprava odpružená podélnými půleliptickými listovými péry. Zadní náprava je hnací. Brzdy hydraulické bubnové na všech kolech. Kola jsou šestnáctipalcová, s lisovanými ocelovými disky a pneumatikami rozměru 6,00-16.

### Motor a převodovka
Motor je řadový, kapalinou chlazený zážehový čtyřválec s rozvodem SV. Motor je umístěn vpředu, podélně za přední nápravou.
Zdvihový objem: 2112 cm³

Stupeň komprese: 6,2

Elektrická soustava: 12 V.

Nejvyšší výkon: 37 kW (50 k) při 3600 ot/min; od roku 1955: 38 kW (52 k) při 3600 ot/min

Největší točivý moment: 125 Nm při 2200 ot/min

Převodovka: třístupňová se zpátečkou, 2. a 3. stupeň synchronizovaný (od roku 1950). Řadicí páka na podlaze, od roku 1950 pod volantem. 

### Rozměry a hmotnosti
Délka: 4665 mm 

Šířka: 1695 mm 

Výška: 1640 mm 

Rozvor: 2700 mm 

Pohotovostní hmotnost: 1460 kg (sedan), 1495 kg (polokabriolet)

Nejvyšší rychlost: sedan – 105 km/h (110 km/h od roku 1955), polokabriolet – 100 km/h

Spotřeba paliva: 11–13,5 l/100 km